# Atributos del faraón

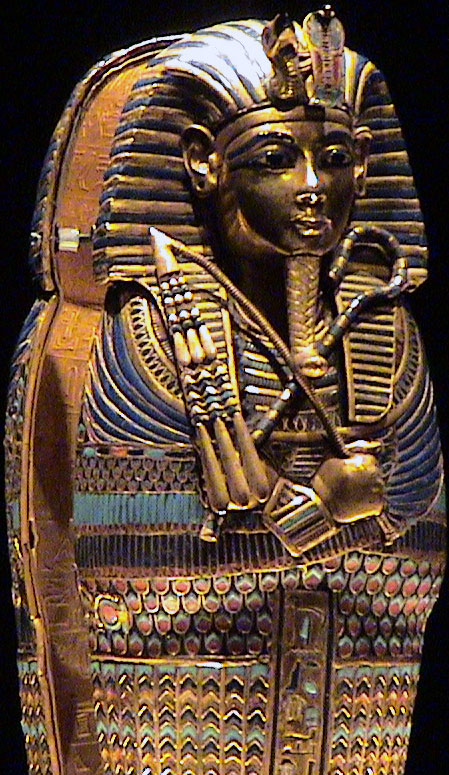
Tutankamón aparece representado en una de las tapas de su sarcófago con el nemes, el uraeus (cobra y buitre, símbolos del dominio sobre el Alto y el Bajo Egipto), la barba postiza y empuñando el heka y el nekhakha (cayado y mayal, atributos de Osiris, que representan la condición de pastor y la fertilidad de la tierra) cruzados sobre su pecho

Los atributos del faraón eran los elementos privativos, similares a los iura regalia de las monarquías europeas medievales, que caracterizaban a los faraones y servían para escenificar su poder. 
En la iconografía egipcia, los faraones se distinguían de sus súbditos por atributos que se les asociaban de forma exclusiva, como símbolos de su función. Ciertos dioses egipcios, los poseedores originales del poder, llevan también tales insignias en sus representaciones plásticas.

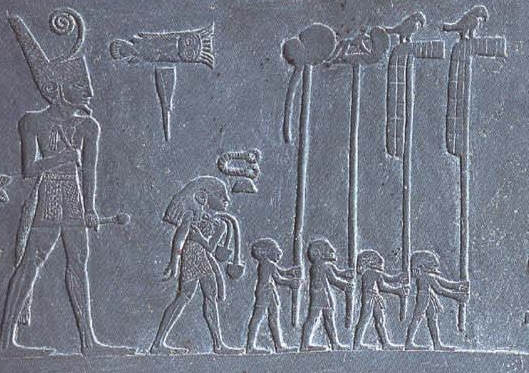
Narmer con la corona del Bajo Egipto, la maza y el mayal (en la paleta de Narmer)
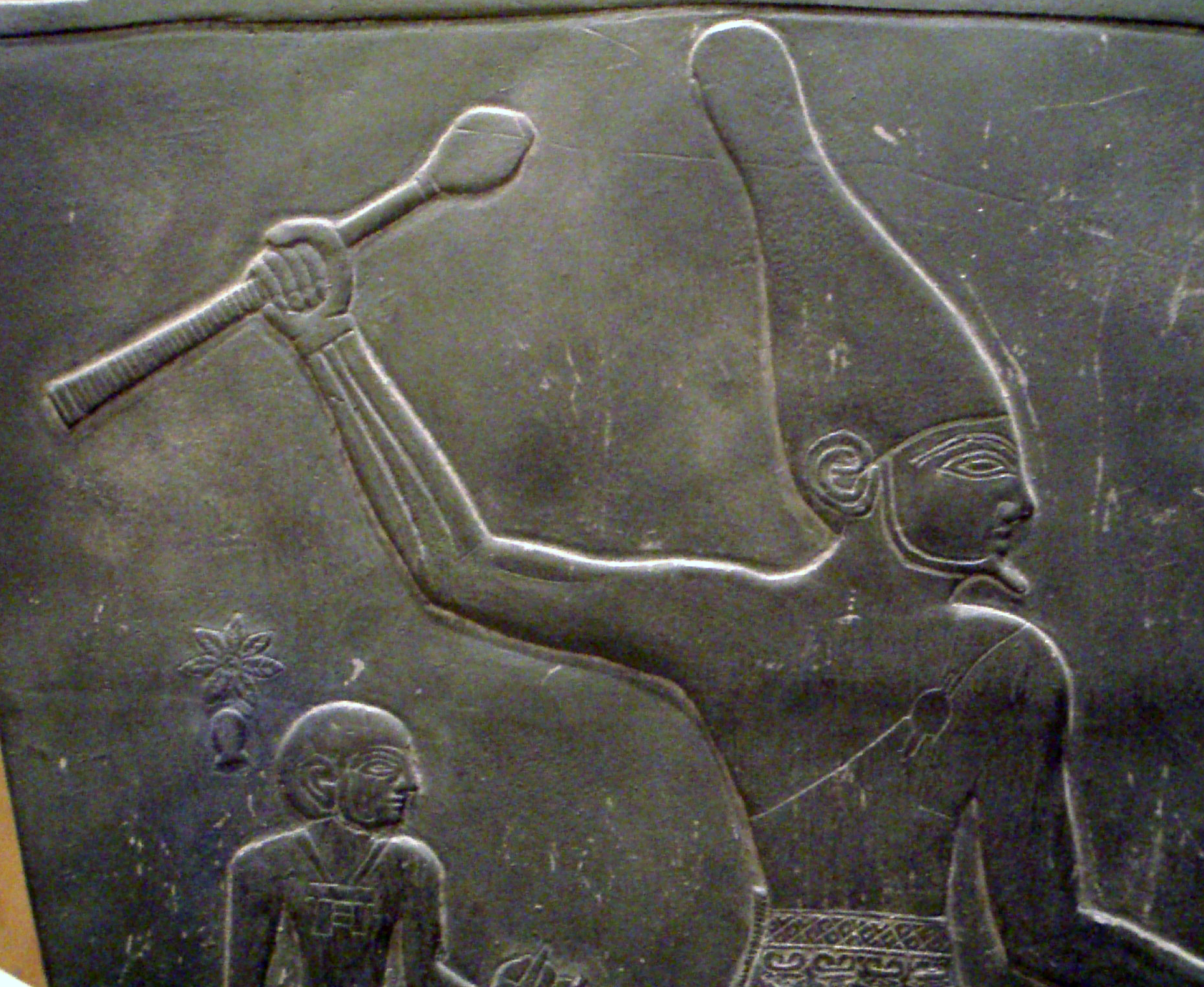
Narmer con la corona del Alto Egipto y la maza (ídem).
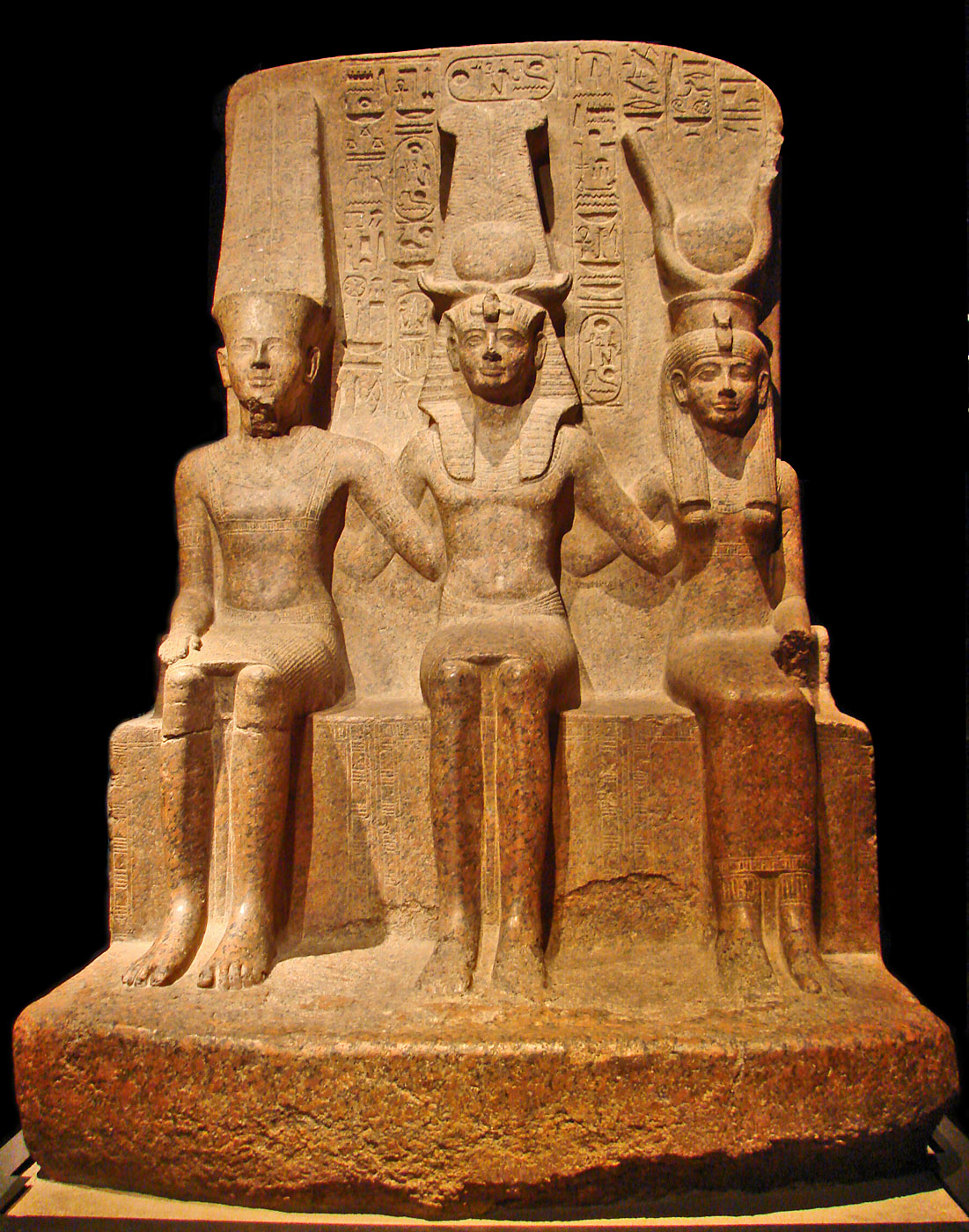
Ramsés II con los dioses Amón y Mut.
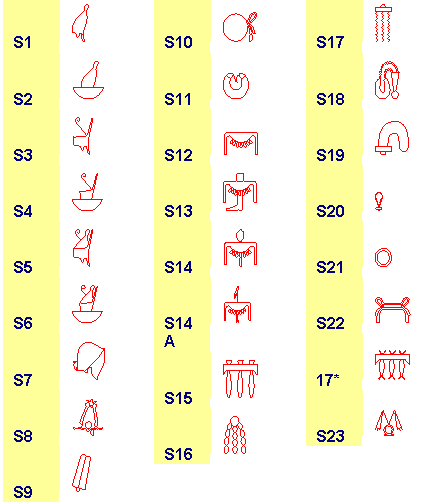
Jeroglíficos que representan distintos tipos de coronas, vestiduras, cetros y otros atributos del faraón.
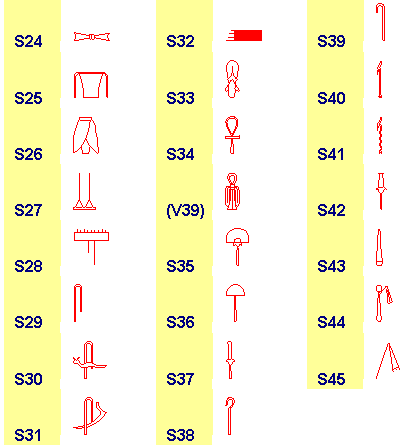
Ídem.
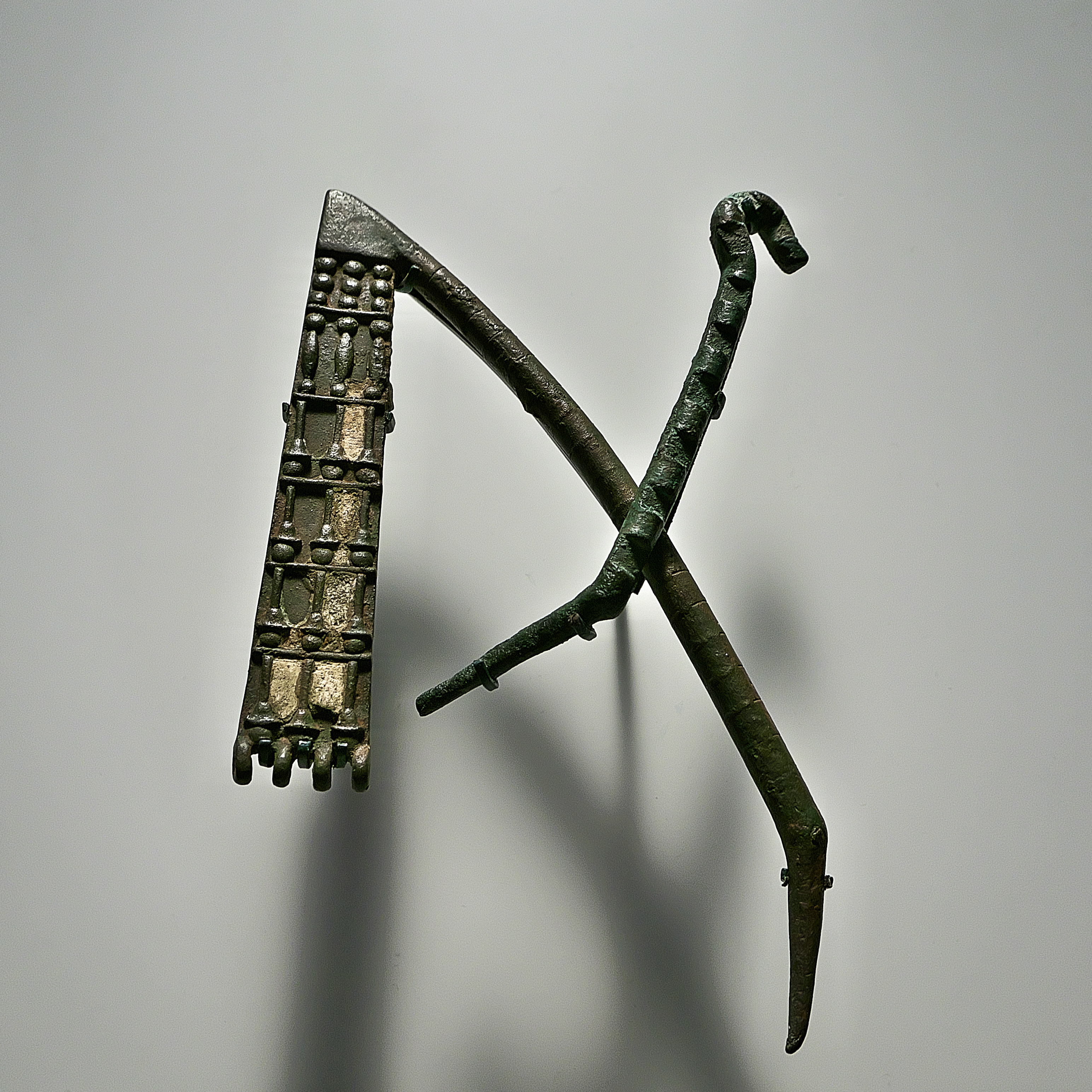
Cetro y flagelo, British Museum

## Atributos

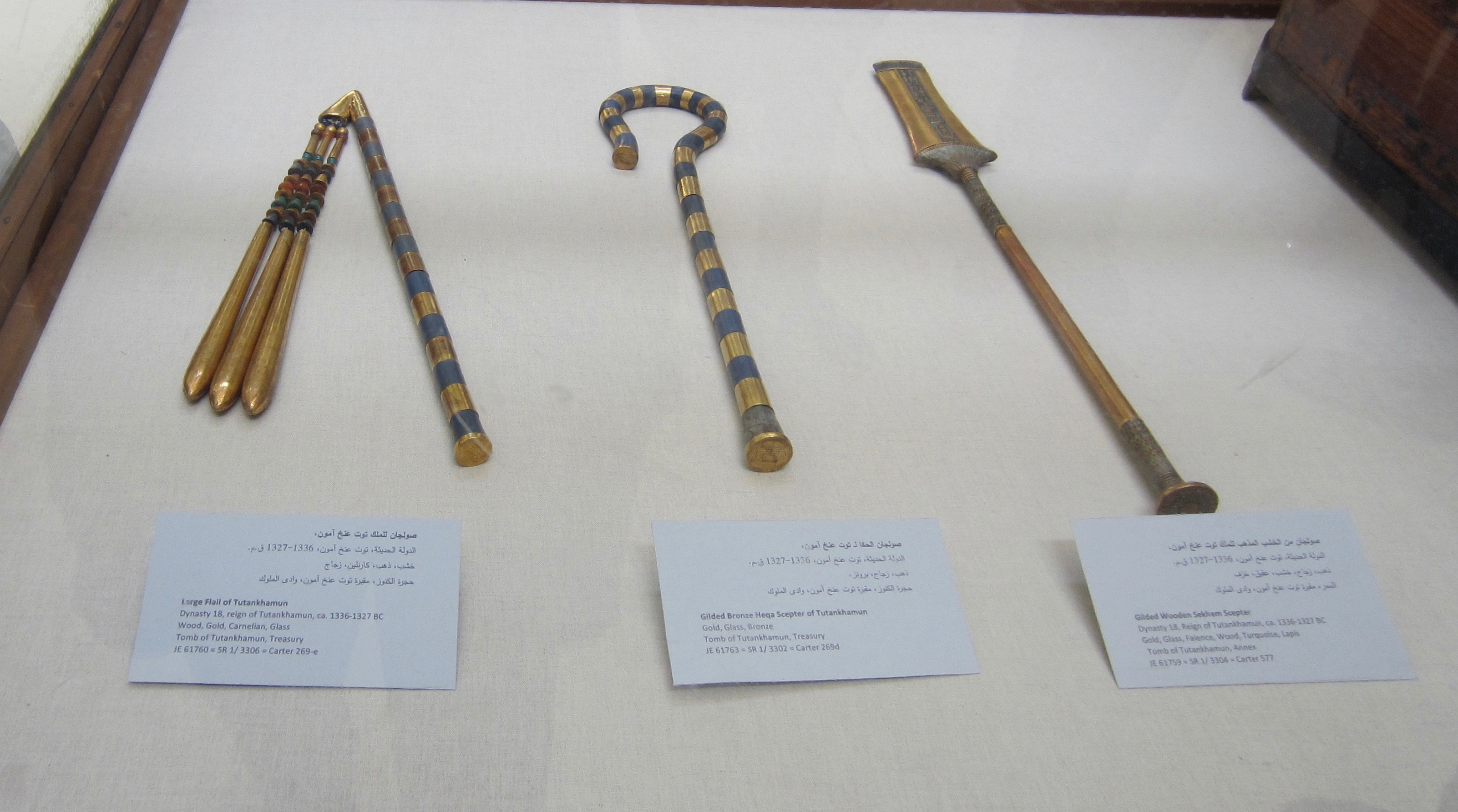
Cetros asociados al poder faraónico: nejej, heka y sejem.

Dada su condición divina, el faraón jamás aparece con la cabeza descubierta, ni en público ni en la intimidad. Se somete diariamente a un rasurado total del cráneo, para ser investido de todo tipo de tocados, coronas y pelucas, insignias que representan su poder terrenal: nemes (tocado funerario de tela), uræus (figuración de la diosa-cobra Uadyet, que protege al rey de sus enemigos, se representa sobre la frente de la doble corona y del nemes, también podía representarse conjuntamente la diosa-buitre Nejbet), jat (más bien un pañuelo o cofia que una corona, es muy diferente del nemes, pues es de un solo color y no plisado, puede combinarse con un uræus y su función utilitaria es proteger la peluca), pschent (o doble corona, sejemty -"las dos potencias", del Alto y el Bajo Egipto- formada por la unión de hedyet -corona blanca del Alto Egipto, que simboliza el loto, portada también por los dioses tutelares del sur: Horus y Nejbet- y deshret -la corona roja del Bajo Egipto, que simboliza el papiro, también portada por la diosa cobra Uadyet y el dios Seth-), jepresh (corona azul o "casco de guerra", llevada en desfiles militares y en la fiesta de Min -para celebrar la "regeneración" del faraón-, se hizo común en el Imperio Nuevo, con las dinastías XVIII y XIX, cuyos faraones la llevaban en combate), atef (sobre dos plumas de avestruz, dos cuernos espirales y dos uræus, llevada por los dioses Amón y Osiris), hemhem (raramente utilizada, tres hojas de papiro en la cima y en la base un disco solar ceñido por un doble cuerno en forma de lira y decorado con dos uræus a cada lado, todo ello sobre un par de cuernos de carnero, símbolo de la fecundidad y la energía divina de Osiris; según el contexto es un símbolo solar -Amón-, lunar -Ha- o de la creación de la vida -Jnum-). 
Hay otras coronas, como la llamada corona amoniana (roja, con dos plumas de avestruz a las que se adjunta un disco solar, característica de Amón y los dioses asociados a él, como Amón-Ra o Amón-Min),  ureret (la mitra blanca del Alto Egipto con dos plumas de avestruz característica de Osiris), tjeni (o shuty, toca con dos plumas de halcón, a la que en ciertos casos se añaden dos cuernos y un disco solar, símbolo de Ptah-Tenen- y llevada también por Amón y Sokar, en el Imperio Nuevo fue llevada por las divinas adoratrices de Amón) o henu (doble pluma de avestruz sobre dos cuernos espirales de carnero en horizontal, sobre los que se tiende un disco solar y a vece un par de uræus, es el atributo del dios Andyety, excepto en la ciudad de Busiris, donde éste es suplantado por Oriris; normalmente reservada a los dioses, pero a veces es llevada por el faraón).
Aunque los arqueólogos han hallado todo tipo de artefactos vinculados a los faraones, incluidas diademas, nunca se ha hallado ninguna corona, a pesar de su amplia representación en las artes plásticas; Bob Brier propone como explicación que, dado que las coronas se identificaban con el propio poder, se transmitían al siguiente faraón y no se enterraban con el faraón difunto.

Jepresh
Atef
Deshret
Hedjet
Pschent

## Otros atributos

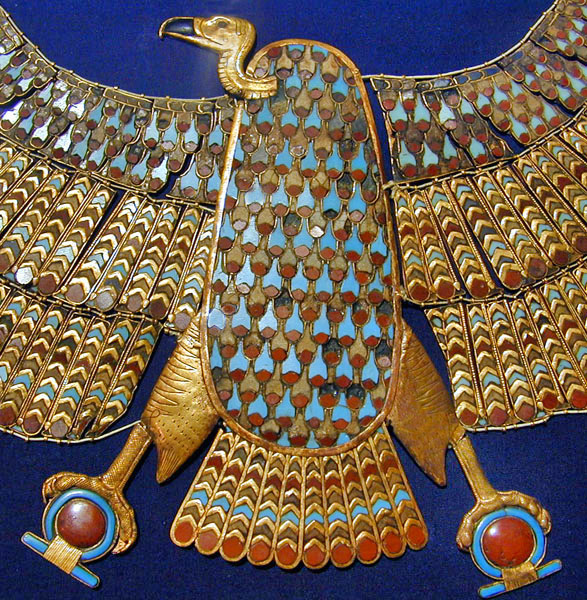
Joya en forma de buitre procedente del ajuar funerario de Tutankamón.

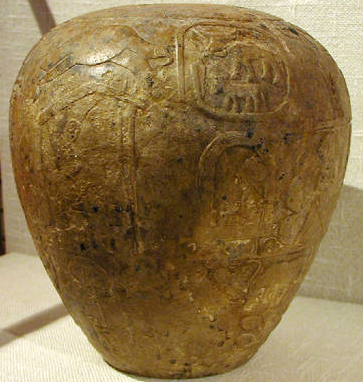
Cabeza de maza de Narmer.

El buitre (figuración de la diosa Nejbet, titular del Alto Egipto; los despojos del buitre son atributos de las madres de reyes), la dua-ur ( [dw3-wr], barba postiza reservada al faraón y a los dioses antropomorfos, curvada en el caso de los dioses, derecha en el del faraón, que se lleva en el mentón y se ata tras las orejas), el rabo de toro (trofeo que se lleva a la cintura del faraón, y que le dota de la potencia del animal sagrado), cruz o cetro heka (con el extremo superior curvado con la forma de un cayado de pastor, haciendo del faraón, pastor de su pueblo), el flagelo nejej (es el mayal de Osiris, junto con la cruz heka, es insignia de autoridad -heka y nejaja-), el collar o pectoral menat ( [mnj.t], es un pesado collar de perlas metálicas que se abrocha en la espalda y se retiene por un contrapeso, se vincula a la diosa Hathor, producía un ligero ruido por el entrechocar de sus perlas, que recordaba el sonido que la diosa hacía al atravesar las masas de papiro; se ofrecía al soberano por la diosa o por su esposa como signo de protección y garantía de su renacimiento), además del par de cetros heka y nejej, llevados por el dios Osiris-Andjety, había un tercer cetro, el uas, ([w3s], que generalmente se atribuye a los dioses; en origen se trataba de un bastón con la extremidad inferior bifurcada, usado para capturar las serpientes y extraerles el veneno, se conocía desde la época arcaica, y se adornaba en su extremidad superior con la cabeza de Seth en forma de un cánido estilizado, simboliza el poder divino que se transmite al faraón), la cabeza de maza (en las primeras dinastías, símbolo del poder supremo); todas las insignias de dominio podían combinarse de diferentes maneras, mostrando que los soberanos eran seres excepcionales.